# Demiànivka (Sovetski)
|  | Per a altres significats, vegeu «Demiànovka». |

Demiànovka (en (ucraïnès): Дем'янівка) és un poble de la República Autònoma de Crimea a Ucraïna, que el 2014 tenia 116 habitants. Pertany al districte rural de Sovetski.